# 源盛義
源 盛義（みなもと の もりよし）は、平安時代後期の武将。源義光の四男。平賀盛義とも呼ばれる。平賀氏の祖。

## 略歴
信濃国佐久郡平賀郷に本拠を置いて平賀冠者を称した。父の義光は平賀郷に隣接する甲斐国の国司を務めた事があり、兄の義清は甲斐国に配流されて以降、甲斐北西部に勢力を扶植して甲斐源氏の祖になっている事から、盛義は兄の勢力と連携しながら甲斐から信濃への進出の流れで平賀郷に所領を形成したと考えられる。
子の平賀義信は17歳で源義朝の下で平治の乱に加わり、義朝の遺児の源頼朝が挙兵して東国を支配したのち、鎌倉幕府において御家人筆頭の地位を占め、源氏門葉として頼朝に重用されている。